# Landtags- und Gemeinderatswahl in Wien 1954
- VO: 6
- SPÖ: 59
- ÖVP: 35

Die Landtags- und Gemeinderatswahl in Wien 1954 wurde am 17. Oktober 1954 durchgeführt. Die Sozialistische Partei Österreichs (SPÖ), die bei der Landtagswahl 1949 nur die absolute Mandatsmehrheit hatte halten können und die absolute Stimmenmehrheit verloren hatte, konnte 1954 mit einem Plus von 2,8 %-Pkte und einem Stimmenanteil von 52,7 % auch die absolute Stimmenmehrheit wieder zurückerobern. Die SPÖ gewann zudem sieben Mandate hinzu und stellte nun 59 der 100 Abgeordneten im neu gewählten Landtag. Die Österreichische Volkspartei (ÖVP) verlor hingegen 1,8 %-Pkte und erreichte nur noch 33,2 %, konnte jedoch ihre bisherigen 35 Mandate halten. Die Kommunistische Partei Österreichs, die diesmal gemeinsam mit den Linkssozialisten und der Demokratische Union als „Wahlgemeinschaft Österreichische Volksopposition“ (VO) antrat, konnte ihren Stimmenanteil um 0,4 %-Pkte steigern und erzielte 8,3 %. Dennoch verlor die VO ein Mandat und stellte in der Folge sechs Abgeordnete. Die Wahlpartei der Unabhängigen (WdU) verfehlte hingegen mit einem Minus von 2,2 %-Pkte und einem Stimmenanteil von 4,6 % den Wiedereinzug in den Landtag und verlor ihre bisherigen sechs Mandate. Am Einzug in den Landtag scheiterte zudem die Freiheitliche Sammlung Österreichs (FSÖ) mit 1,24 % und die Radikale Sozialistische Arbeiterbewegung Österreichs (RSA) mit 0,02 %.
Der Wiener Landtag und Gemeinderat der 7. Wahlperiode konstituierte sich in der Folge am 10. Dezember 1954 und wählte an diesem Tag die Landesregierung und den Stadtsenat Jonas II zur neuen Wiener Landesregierung.

## Ergebnisse
|                                                            | Ergebnisse 1954  | Ergebnisse 1954  | Ergebnisse 1954  | Ergebnisse 1949  | Ergebnisse 1949  | Ergebnisse 1949  | Differenzen   | Differenzen   | Differenzen   |
| ---------------------------------------------------------- | ---------------- | ---------------- | ---------------- | ---------------- | ---------------- | ---------------- | ------------- | ------------- | ------------- |
| Wahlberechtigte                                            | 1.197.966        | 1.197.966        | 1.197.966        | 1.195.361        | 1.195.361        | 1.195.361        | + 2.605       | + 2.605       | + 2.605       |
| Wahlbeteiligung                                            | 93,04 %          | 93,04 %          | 93,04 %          | 96,50 %          | 96,50 %          | 96,50 %          | − 3,46 %-Pkte | − 3,46 %-Pkte | − 3,46 %-Pkte |
|                                                            | Stimmen          | %                | Mand.            | Stimmen          | %                | Mand.            | Stimmen       | %-Pkte        | Mand.         |
| Abgegebene Stimmen                                         | 1.114.533        |                  |                  | 1.153.466        |                  |                  | − 38.933      |               |               |
| Ungültig                                                   | 35.545           | 3,19 %           |                  | 11.442           | 0,99 %           |                  | + 24.103      | + 2,20        |               |
| Gültig                                                     | 1.078.988        | 96,81 %          |                  | 1.142.024        | 99,01 %          |                  | − 63.036      | − 2,20        |               |
| Partei                                                     |                  |                  |                  |                  |                  |                  |               |               |               |
| Sozialistische Partei Österreichs (SPÖ)                    | 568.266          | 52,67 %          | 59               | 569.487          | 49,87 %          | 52               | − 1.221       | + 2,80        | + 7           |
| Österreichische Volkspartei (ÖVP)                          | 357.944          | 33,17 %          | 35               | 399.076          | 34,94 %          | 35               | − 41.132      | − 1,77        | ± 0           |
| Wahlgemeinschaft Österreichische Volksopposition (VO)      | 89.161           | 8,26 %           | 6                | 92.883           | 8,13 %           | 7                | − 3722        | + 0,13        | − 1           |
| Wahlpartei der Unabhängigen (WDU)                          | 50.002           | 4,63 %           | 0                | 77.906           | 6,82 %           | 6                | − 27.904      | − 2,19        | − 6           |
| Freiheitliche Sammlung Österreichs (FSÖ)                   | 13.369           | 1,24 %           | 0                | nicht kandidiert | nicht kandidiert | nicht kandidiert | + 13.369      | + 1,24        | ± 0           |
| Radikale Sozialistische Arbeiterbewegung Österreichs (RSA) | 246              | 0,02 %           | 0                | nicht kandidiert | nicht kandidiert | nicht kandidiert | + 246         | + 0,02        | ± 0           |
| nicht mehr kandidierende Parteien                          | nicht kandidiert | nicht kandidiert | nicht kandidiert | 2.672            | 0,23 %           | 0                | − 2.672       | − 0,23        | ± 0           |
| Gesamt                                                     | 1.078.988        | 100,00 %         | 100              | 1.142.024        | 100,00 %         | 100              | − 63.036      |               |               |

(Anmerkung: Als Ergebnis der VO 1949 dient die Summe der Ergebnisse von KPÖ und DU aus diesem Jahr)